# グレイハウンド・カナダ

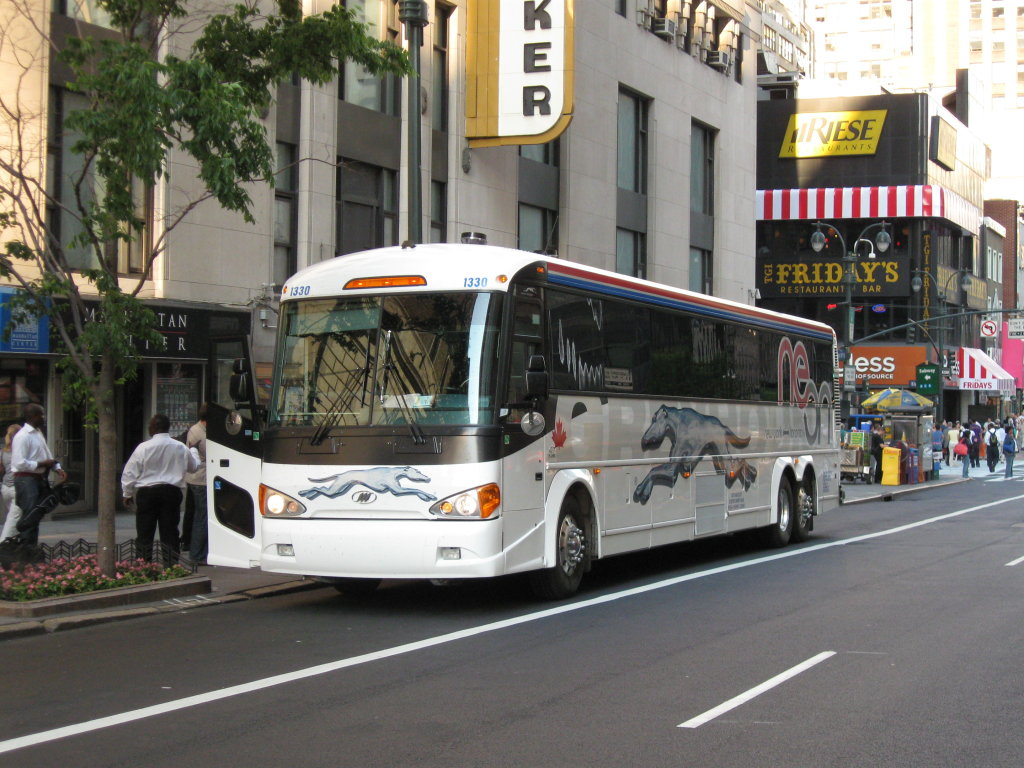
グレイハウンドカナダのバス

グレイハウンド・カナダ（英語: Greyhound Canada）は長らくアルバータ州カルガリーを拠点としていたカナダ最大の中長距離バス会社。イギリスのアバディーン（スコットランド）を拠点とするファーストグループ社の子会社であり、グレイハウンド・バス・ラインズ（アメリカ本拠地テキサス州ダラス）とも提携していた。カナダ国内に約1,100のバス停を抱え、年間利用者はおよそ650万人だった。
2020年5月13日より新型コロナウイルス感染拡大防止のため、全路線で運行を停止したのち、その1年後に国際路線を除く全路線を廃止した。2021年5月13日、国際線も含む全路線を運行停止した。
2021年10月、ドイツ系都市間バス企業のフリックスバス（FlixBus）がグレイハウンド・カナダを含むグレイハウンド・バス・ラインズを買収。2022年にこれまで25年にわたり運行提携をしてきたトレイルウェイズ（Trailways of New York）が提携関係の終了を発表した。

## 沿革
1929年設立当初は社名を「カナディアン・グレイハウンド・コーチ社」としてアルバータ州に本拠を置いた。1935年にグレイハウンドUSAと合併したが、1987年に売却され分割される。経営はレイドロー社に引き継がれたのち、1999年に再び旧親会社のグレイハウンドUSAと提携することになる。
1998年、グレイハウンド・カナダはヴォワヤジャー・コロニアル・バス・ラインズ（Voyageur Colonial Bus Lines・本拠地ケベック州）を買収し、その後まもなくオンタリオ州中央のPCMLコーチ・ラインズ（PMCL Coach Lines）の吸収合併により同州の南部及び中央地域の地盤を固めていった。
2018年5月30日にブリティッシュコロンビア州北半分の路線とユーコン準州内の路線、プリンスルパート〜プリンス・ジョージ〜ベイルマウント、プリンス・ジョージ〜ホワイトホース間の路線から手を引き、運行は州営のBCバス・ノースに継承された。更に同年7月9日にはオンタリオ州サドバリー以西の路線を同年10月31日に全廃すると公表した。
2021年5月13日、コロナウイルスによる利用者数の減少により、全路線が運行停止、全260人の従業員が解雇された。その1年後に路線は再開せずそのまま廃止されることが発表された。
2021年10月、ドイツ系都市間バス企業のフリックスバス（FlixBus）がグレイハウンド・カナダを含むグレイハウンド・バス・ラインズを買収。

## ルート
2018年までの長きにわたりグレイハウンド・カナダはカナダ国内の州と準州を合わせ以下の8つの地域でバスを運行していた。アルバータ州・ブリティッシュコロンビア州・マニトバ州・ノースウェスト準州・オンタリオ州・ケベック州・サスカチュワン州、及びユーコン準州であった。
通勤通学：オンタリオ州南部では通称「クイックリンク」で知られる通勤バス網を以下の都市で運行していた。
- トロント
- バリー
- ベルビル
- ケンブリッジ
- グリンスビー
- ゲルフ
- キッチナー
- ロンドン
- ナイアガラ・フォールズ
- ピーターボロー
- セント・キャサリンズ

運行地域外を目指す旅客は、次の提携バス会社へ乗り継ぐ必要があった。アメリカが目的地の場合は、主にグレイハウンドUSAを経由。
- パシフィック・コーチ・ラインズ（ブリティッシュコロンビア州）
- オルレアン・エクスプレス（ケベック州）
- アーケイディアン・ラインズ
- アディロンダック・トレイルウェイズ
- バンクーバー・アイランド・コーチ・ラインズ（バンクーバー）
- グレイ・グース・バス・ラインズ
- サスカチュワン・トランスポーテーション・カンパニー
- イエロー・キャブ（エドモントン）
- グレイ・ライン・バンフ（アルバータ州）

## 車体
運行終了時点で、所有する車両数は480台あり、提携会社などを併せると運行台数はさらに多かった。車体は以下のとおりであった。
- モーターコーチ・インダストリーズ（英語版）社製
  - D4500（MCI D4500）
  - 96A3（MCI 96A3）
  - 102A3（MCI 102A3）
  - 102C3（MCI 102C3）
  - 102DL3（MCI 102DL3）
  - 102EL3（MCI 102EL3）

- プロヴォスト・カー（英語版）社製（ボルボ系列）
  - Le Mirage XL40 観光バス

旅客に加え、宅配貨物業務をグレイハウンド・クーリエ・エクスプレスから受託していた。

## 運賃及び割引
バスの運賃は距離に応じる体系のほか、割引乗車券制度を採用。乗車日14日前に購入するともっとも割引率が高く、対象は全路線ではないものの、通常料金の約1/3の運賃で利用できた。ただし、グレイハウンドUSAとグレイハウンド・カナダでは運賃の割引体系が異なるため、カナダからアメリカを経由する便はほとんど対象外だった。
乗車前割引
- 乗車14日前割引
- 同 7日前割引

人数割引
- コンパニオン・フェア
  - 利用者が2名の場合、2人目の乗車券を75%割り引く。ただし購入期限は乗車日から換算して3日前まで。
- コンパッション・ディスカウント
  - 乗客の家族が葬儀などでバスを利用する際に20%の割引が適用される。利用する際には往路のバス運賃の領収書に加え、死亡証明書の提出が必要。
- 家族割引
  - 同行する子供が16歳以下であれば、親が通常料金で乗車券を購入すると子供は無料。ただし購入期限は出発日から換算して3日前まで。
- 子供割引
  - 旅客が13歳以上で、同伴する対象者が5歳未満の場合、幼児は無料。
  - 対象者が0～4歳の場合、旅客の運賃は半額。行き先がアメリカなら4割引。
  - 対象者が5歳～11歳で、行き先がアメリカの旅客は運賃4割引。

年齢割引
- シニア割引
  - 旅客が62歳以上の場合は1割引。同乗者は通常料金の75%割引、同乗者が16歳以下の甥か姪の場合は同乗者の運賃は無料。
- 学生割引
  - 旅客が国際学生証を提示すると25%割引。国際学生証がない、もしくはカナダ及びアメリカそれぞれの国内の中高生で有効な写真付ID（学生証）を提示すると1割引。

その他
- ホステル会員割引
  - 旅客がユースホステル国際会員証を提供すると、通常料金の1割引。

- 軍人割引は従軍する旅客に適用。

ディスカバリー・パス　（2012年9月廃止）
期限内であれば地域内乗り放題のパス。有効期間は7日間から60日間、対象の交通機関はグレイハウンドのほか、提携会社のバスや鉄道が含まれる。期限と目的地を組み合わせると、以下の種類があった。
国内便
- アメリパス（Domestic Ameripass・国内便） - 7・10・15・21・30・45・60日
- カナダパス（Domestic Canada Pass・国内便） - 7・10・15・21・30・45・60日

国際便
- カナダ・アメリカ北部パス（Domestic North America CanAm Pass・国際便） - 15・21・30・45・60日
- カナダ・アメリカ東部パス（Domestic Eastern CanAm Pass・国際便） - 10・21日
- カナダ・アメリカ西海岸パス（Domestic West Coast CanAm Pass） - 10・21日

## サービス
通常の運用車両を使い、次の自社業務を行っていた。
- 通勤通学（Commuter (QuickLink)）
  - クイックリンク（QuickLink）による勤め人、学生対象。
- 観光事業（Tours and Sightseeing）
  - ツアー企画、観光サービス

- グレイハウンド・クーリエ・エクスプレス（Greyhound Courier Express）
  - 入り組んだ路線網を利用した宅配便サービス。バスが宅配コンテナを牽引し、荷物を通常の運行スケジュールに載せて運んでいた。
- カジノ・ルート（Casino Routes (Lucky Streak)）
  - カジノ利用者向け優待サービス。目的地で降車後4日以内であれば指定されたカジノの入場料は無料。さらにカジノの主催者から食事その他の優待があった。指定のカジノは以下のとおり。

  1. カジノ・デュ・ラック=レミー（Casino du Lac-Leamy）東部カナダ地区発着（オタワ等）
  2. カジノ・ラマ（Casino Rama） トロント都市圏発着（トロント等）
- 貸切バス（Charter）
  - グループ旅行などに提供するサービス。アメリカ・カナダ・メキシコなど北米大陸のグレイハウンド運行エリアで運行していた。

### 異業種との提携
- 航空会社：マイル・プログラム（Air Miles Program）
  - 提携先の航空会社のマイルサービス加入者は、150ポイントでグレイハウンドの乗車券と交換。マイルポイントからの換算は次の二通りを提供していた。

  1. グレイハウンド・カナダで運行している全路線の乗車券を40%割引。ただし、通勤・シニア・子供・学生などの割引との併用は不可。
  2. ディスカバリー・パス（期限付き指定地域内乗り放題）のカナダ・パスの料金をさらに割引。期限が1段短い代金を適用し、例えばカナダ・パスの21日間パスは15日間パスの代金で、30日間パスは21日間パスの代金で購入可能。ただし購入期限は乗車日の7日前まで。
- ホテル業界：チョイス・クラブ・プラス（Choice Club Plus）
  - ホテル会員制度のカードを作り、提携ホテルに宿泊した旅客にグレイハウンドで利用できるクーポンを50ドル分発給。
- 空港線：カルガリー空港シャトルバス（Calgary Airport Shuttle）
  - カルガリー国際空港とグレイハウンドのバスターミナルとの連絡サービス。エアポート・シャトル・エクスプレス社（Airport Shuttle Express Ltd）と提携。片道14ドル（大人）
- スキー場：ウィスラー・ライド・アンド・スキーパッケージ（Whistler Ride and Ski Packages）
  - スキーシーズンに発売するウィスラー行きのスキーパッケージ。発着地はバンクーバー（片道18.99ドル、往復37.99ドル）、コキットラム（片道21.88ドル、往復43.76ドル）など。またスキー場のリフト券がセットになったプランや、往復運賃とレンタルスキーとリフト券のセット割引があった。